# Target Hong Kong
Target Hong Kong es una película negra de acción estadounidense de 1953 dirigida por Fred F. Sears.

## Trama
Mercenarios estadounidenses intentan detener una red de espionaje que apunta a Hong Kong.

## Elenco
- Richard Denning como Mike Lassiter[2]
- Nancy Gates como Ming Shan
- Richard Loo como Fu Chao
- Soo Yong como Lao Shan
- Ben Astar como Suma
- Michael Pate como Dockery Pete Gresham
- Philip Ahn como Sin How
- Henry Kulky como Dutch Pfeifer